# Munte (Groningen)

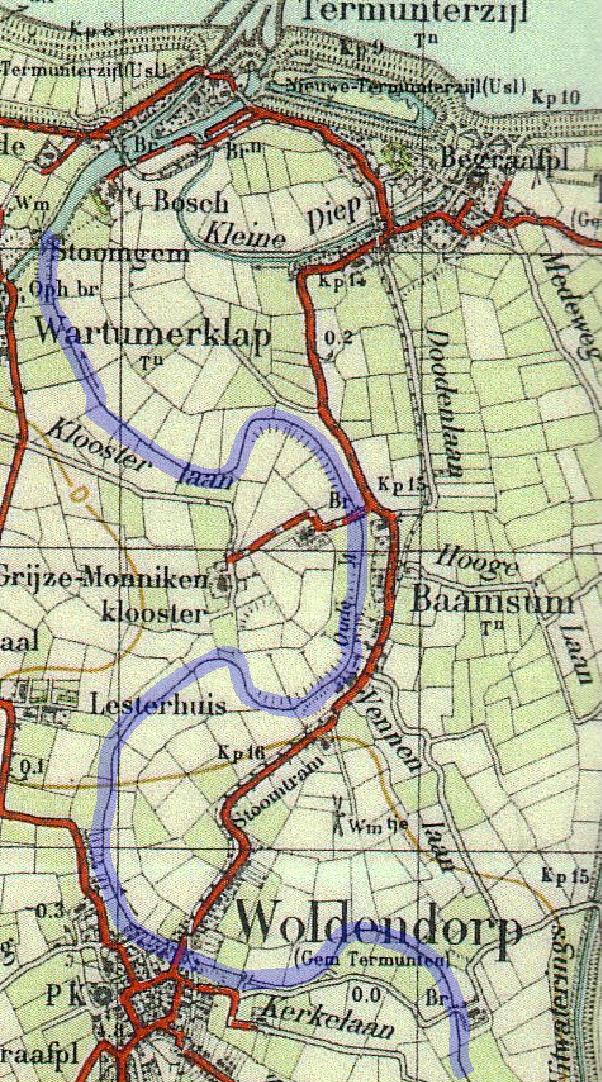
Oude loop van de Munte ten zuiden van Termunten, geaccentueerd met blauw op de topografische kaart uit 1933

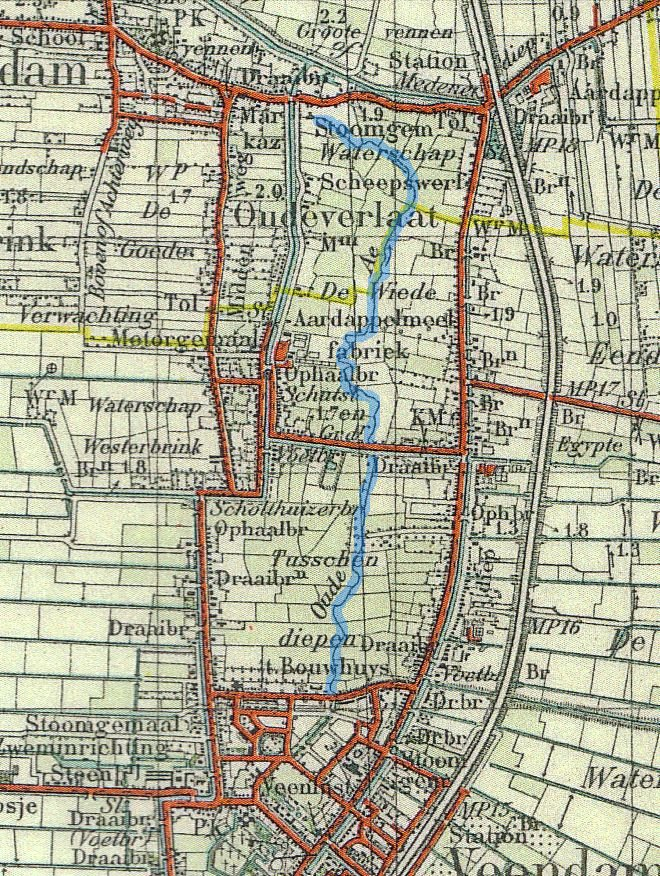
De oude loop van de Munte ten zuidoosten van Muntendam en ten noorden van Veendam op de topografische kaart van 1928. Oude loop geaccentueerd met blauw

De *Munte, in historische bronnen soms Munter Ae, meestal kortweg Ae of Ee genoemd, ook wel Olde of Oude Ae, Æ of Ee, is een voormalige rivier in Oost-Groningen (Oldambt) tussen Wildervank en Termunten.
De naam Munte komt niet voor in de historische bronnen; de betiteling Munter Ae (Termunter Aa) ten minste één maal. De rivier zou zijn naam hebben gegeven aan de plaatsen Termunten en Muntendam, alsmede aan het Termunterzijlvest. De historicus Fockema Andreae waarschuwde echter voor snelle conclusies: "Dat de Ae ooit Munte of Munter Ae geheten zou hebben is slechts eene gissing".
Bij Termunten mondde de Ae uit in de Eems. De rivier zou volgens overleveringen tot Muntendam bevaarbaar zijn geweest.

## Naam
De naam *Munte heeft een oude Indogermaanse stam *meu met de vermoedelijke betekenis van 'vieze modderrivier'. De naamkundige Wobbe de Vries gaat er vanuit dat een Oud-Friese vorm *muna zich via een verkleinvorm tot *munta of *mente heeft ontwikkeld. De vorm (ter) Munte werd ook wel gebruikt als aanduiding voor het dorp Termunten.

## Geschiedenis
De monding van de rivier moet omstreeks 1200 zijn afgedamd. De uitmonding liep vermoedelijk tussen de wierden van Groot- en Lutke-Termunten door. De zestiende-eeuwse overlevering stelde echter dat de sluizen verder noordelijk lagen. Op de fantasierijke kaart van Jacob van der Mersch uit 1574 staat bij Termunterzijl geschreven:
Hier ter Munte lagen 3 sijlen: en vohren grote schepen vandaer.
De Prophecye van Jarfke uit 1597 schetst het verval:
Noch heeft Jaerfke op en tijt gekomen van Palmaer nae der Munth / doen hy ter Munten quam voor Munter-zijl / want sy moesten daer een Zijl in houden / daer haer water doorliep / daer legen drie Zijlen in Termunten / die eene mosten holden die van Muntendam / ende de ander dat Convent van de grijse Monnicken met olde Termunte / en de derde van groote Termunte..
Dit geschrift, dat vooral ingaat op de verwoestingen tijdens de Tachtigjarige Oorlog, verhaalt verder hoe de fictieve profeet per schip vanuit Muntendam naar Westerreide en Palmar voer hoe hij vervolgens langhs de Ee weer terug reisde naar Munterzijl. Jarfke voorspelde de afbraak van de kerk van Lutke Termunten en het slopen van de klokkentoren (na 1578); hij stelde dat ook de sluizen in verval zouden raken, de haven zou dicht slibben en de rivier verlanden:
Die zijlen sollen daer uyt gegraven worden / ende die Ee sal Land werden. [...] dat waer schade / want Hulcken ende Carvelen daer in zeylen / ende Termunte is een neerigh Vlecke (een handelsplaats vol nering) / maer sal het slimste krayen nest worden.
De sluis werd in 1553 afgedamd, in 1565 was sprake van de Olde Munterzyl. In 1584 werd bij de voormalige sluis een schans aangelegd, de Termuntersile scanze.
De loop van de *Munte is nog aanwezig tussen Woldendorp, Baamsum en zuiden van Termunten en wordt daar Oude Ae genoemd. Hij gaf zijn naam aan de buurtschappen Binnen Ae of Binderij en Stuimelderij. De meander die tussen de Groot- en Klein-Termunten doorloopt, heet Oude Diepje.
De rivier liep volgens documenten rond 1400 oorspronkelijk vanaf Termunten en Woldendorp langs de Eedyck bij het dorp Zwaag, voort door die hemmericke (hamrikken) en vandaar to den siell to Munte de alle Oldeampts wateren utdragen (tot de zijl(en) van Termunten die al het Oldambster water lozen). Bij de dorpen Scheemda, Midwolda en Oostwold werd het rivierdal begrensd door de Folckerdewal of Ffalcker dam. In de Eedyck van Eexterhamrik lagen de Ubbinga ziell en Thiartzaziel. Ter hoogte van de Tussenklappenpolder onder Zuidbroek bevond zich verder een brug over de rivier, waarlangs men vanuit de stad Groningen via de Legeweg richting Duitsland kon gaan. Deze Luttike Brugge wordt vermeld in 1451. In 1645 is sprake van de Olde Brugge. Bij de aanleg van een windmolenpark in 2020 werd vermoedelijk een bruggenhoofd blootgelegd.
De benedenloop van de rivier is grotendeels verloren gegaan door het ontstaan van de Dollard. Restanten van de oevervallen zorgden ervoor dat de rivierloop min of meer herkenbaar bleef. De Hoofdweg door Nieuwolda en 't Waar heette Aeweg; bij 't Waar sprak men van het Eiland. Het nieuw gegraven Buiten Nieuwediep doorsneed in 1665 bij Nieuw-Scheemda de meanders van de Oude Ae; hier kwam de naam Olde Ehe, Ol IJ of Ol Drij voor. Het tracé ten zuiden van de Scheemderweg was rond 1600 niet meer zichtbaar. De stroom was nog omstreeks 1460 in tact, toen de kastelein het visrecht mocht uitoefenen vanaf de Olde Stoeve bij Nieuwolda-Oost tot aan de sluis bij Termunten.
Bij Muntendam werd een dam in de rivier gelegd om de wateroverlast in de lager gelegen gebieden stroomafwaarts te verminderen. Deze dam, later de Hoogendam genoemd, sloot aan bij de zandhoogte van Muntendam en liep door naar de Veendijk bij Meeden. Een nabijgelegen voorwerk van het Grijzemonnikenklooster was mogelijk verantwoordelijk voor het beheer van over deze waterstaatkundige werken. Het doorsteken van de veendijken bij Monttendam in 1411 leidde tot een ware oorlog.
Na het inbreken van de Dollard stroomde het water via de Oude Ae of Suydtbroeckster Ae door de Karmerzijl of Caringerzijl richting Scheemda, waar het via de Oude Geut in de Dollard stroomde. Een zijtak die het water van de Ooster en Wester Ae en de Siepsloot bij Meeden in zich opnam, heette eveneens Oude Ae.
De watervoerende functie is uiteindelijk overgenomen door het Termunterzijldiep en andere kanalen. De westelijke arm van de Dollard bereikte tijdens haar grootste uitbreiding de loop van de rivier en heeft delen hiervan uitgewist. Dit is een van de oorzaken waarom grote delen van de voormalige bedding van de *Munte niet meer te herkennen zijn in het landschap.

## Oude Ae (Muntendam)

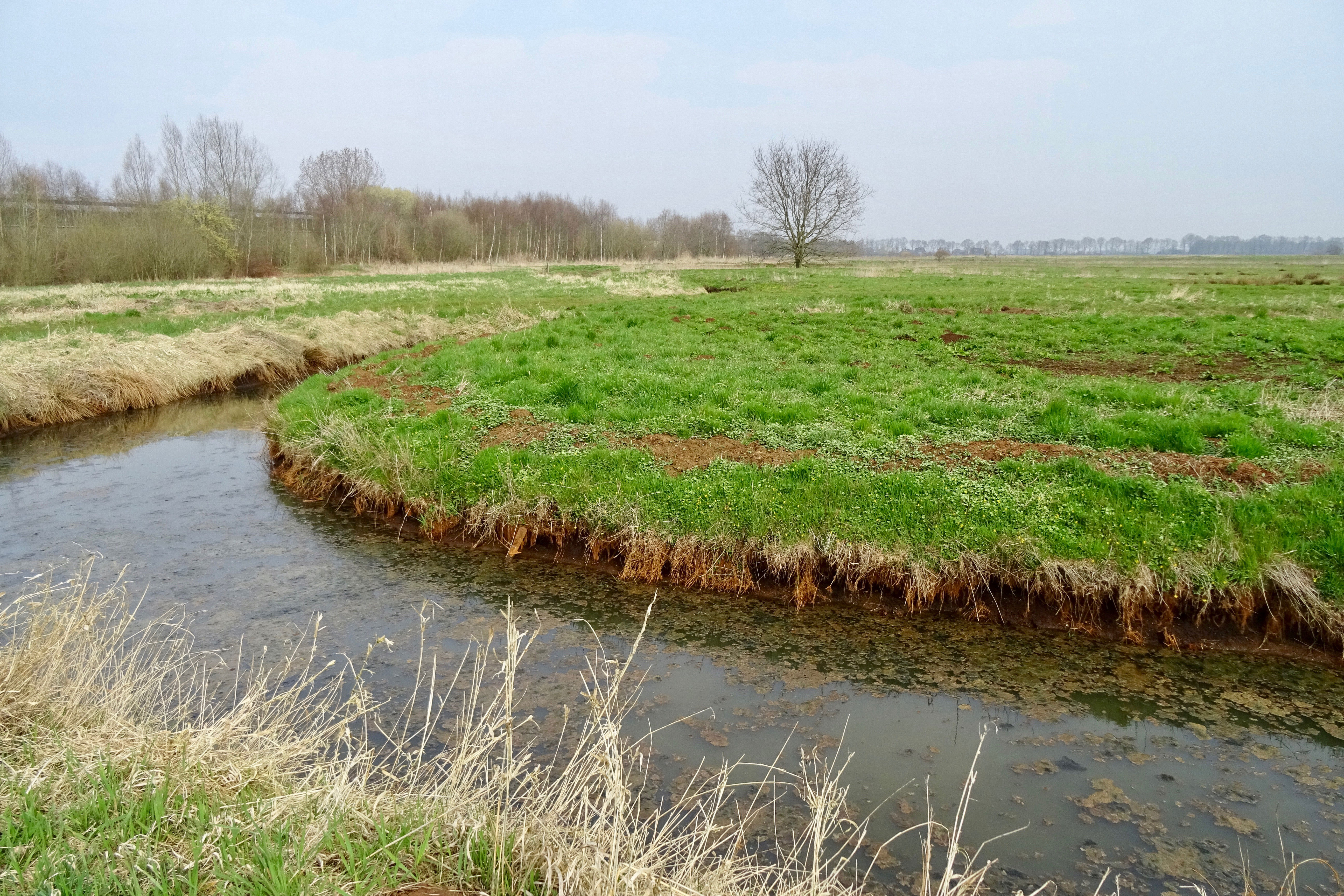
Langs de boorden van de Oude AE tussen Veendam en Muntendam

Ten zuidoosten van Muntendam ligt de Oude Ae, de voormalige bovenloop van deze rivier. Tegenwoordig maken de vochtige graslanden rond deze voormalige loop deel uit van het 46 ha grote natuurreservaat De Wiede van Staatsbosbeheer. Dit watertje werd in 1590 Muntendamster Ae of E genoemd. Afdamming en verveningen hebben tot het verdwijnen van deze bovenloop geleid.
De Oude Ae ontstond ten westen van het tegenwoordige Wildervank waar verschillende veenbeken bij elkaar kwamen. Een van de veenbeken werd gevoed door het Drenter- of Zwanemeer. Deze meerstal lag op de plek waar thans de Westerdiepsterdallen liggen. Op de zuidgrens van Veendam verbreedde de Oude Ae zich doordat hij de Hoedmansgruppe in zich opnam.
In Veendam werden het Wester- en Oosterdiep aan weerszijden van de Oude Ae gegraven. In het centrum van Veendam leidde dat er toe dat beide diepen, die doorgaans parallel van elkaar liepen, van elkaar gingen wijken. Hierdoor kreeg Veendam een vorkstructuur. De loop van de Oude Ae is in het noorden van Veendam opgenomen in de singels en waterpartijen die door de wijken heen lopen. De straatnaam AE Kade herinnert aan de loop van de rivier.